# Zamach stanu w Polsce (1918)
Zamach stanu w Polsce – nieudana próba zamachu stanu podjęta przez rząd Józefa Świeżyńskiego przeciwko Radzie Regencyjnej 3 listopada 1918 roku.
Rząd Świeżyńskiego został powołany przez Radę Regencyjną 23 października 1918 roku jako próba otwarcia się niepopularnej Rady na nowe środowiska. Nowy rząd był zdominowany przez polityków Narodowej Demokracji, którzy zgodzili się na współpracę z Radą bez akceptacji przywódcy swojego ugrupowania, Romana Dmowskiego.
Pomimo dużej popularności endeków w społeczeństwie, rząd nie cieszył się poparciem z powodu współpracy z niepopularną i kojarzoną z okupantami Radą. 3 listopada Świeżyński podjął próbę odzyskania poparcia społecznego poprzez wydanie manifestu "detronizującego" Radę Regencyjną i zaoferowanie współpracy oraz rekonstrukcji rządu lewicy i zwolennikom Józefa Piłsudskiego. Manifest został opublikowany 4 listopada, utrzymany w stylu bardziej lewicowym niż prawicowym: 

P o l a c y !
W obliczu najwyższych zadań, jakie przed narodem polskim postawiła chwila dziejowa, w poczuciu odpowiedzialności przed narodem i historją, dzisiejszy rząd polski rozumie, że jedynie olbrzymi, zbiorowy wysiłek całego narodu, a nade wszystko pracującego ludu polskiego sprosta wielkiemu zadaniu stawiania podwalin pod gmach zjednoczonej Wolnej Polski ludowej, obrony wolności narodowej i granic Ojczyzny, ochrony ludności od głodu, trwałego zabezpieczenia nietykalnych praw Polski w stosunkach z innymi narodami.
Naród polski musi bezzwłocznie posiąść rząd, będący wiernym i silnym wyrazem powszechnej woli narodowej. Rozumiejąc, że interesy warstw uprzywilejowanych muszą w tej historycznej godzinie ustąpić dobru Ojczyzny, obecny rząd polski podjął zdecydowaną inicjatywę natychmiastowego wytworzenia rządu narodowego, a to w porozumieniu z politycznymi stronnictwami, przedstawiającymi pracujący polski lud.
Rząd narodowy, w większości swej z przedstawicieli pracującego ludu złożony, powstać powinien bezzwłocznie. Pozostając na posterunku do chwili powstania rządu narodowego, który obejmie władzę niepodzielną do czasu zwołania sejmu ustawodawczego, zwracamy się do narodu z wezwaniem do współpracy z zapoczątkowanem dzisiaj wielkiem dziele budowy Rzeczypospolitej.

Inne ugrupowania nie były jednak skłonne wikłać się we współpracę z endekami i Radą. Zamach upadł, gdy jeszcze tego samego dnia Rada udzieliła Świeżyńskiemu dymisji, a ten ją przyjął. Powstało prowizorium rządowe Władysława Wróblewskiego.
Nieudany zamach utorował drogę kolejnej uzurpacji władzy zwierzchniej, jaką był Tymczasowy Rząd Ludowy Republiki Polskiej w Lublinie, oraz spowodował stan, w którym odzyskujące niepodległość państwo polskie pozbawione było Rady Ministrów.